# Bauer (Radsportteam)

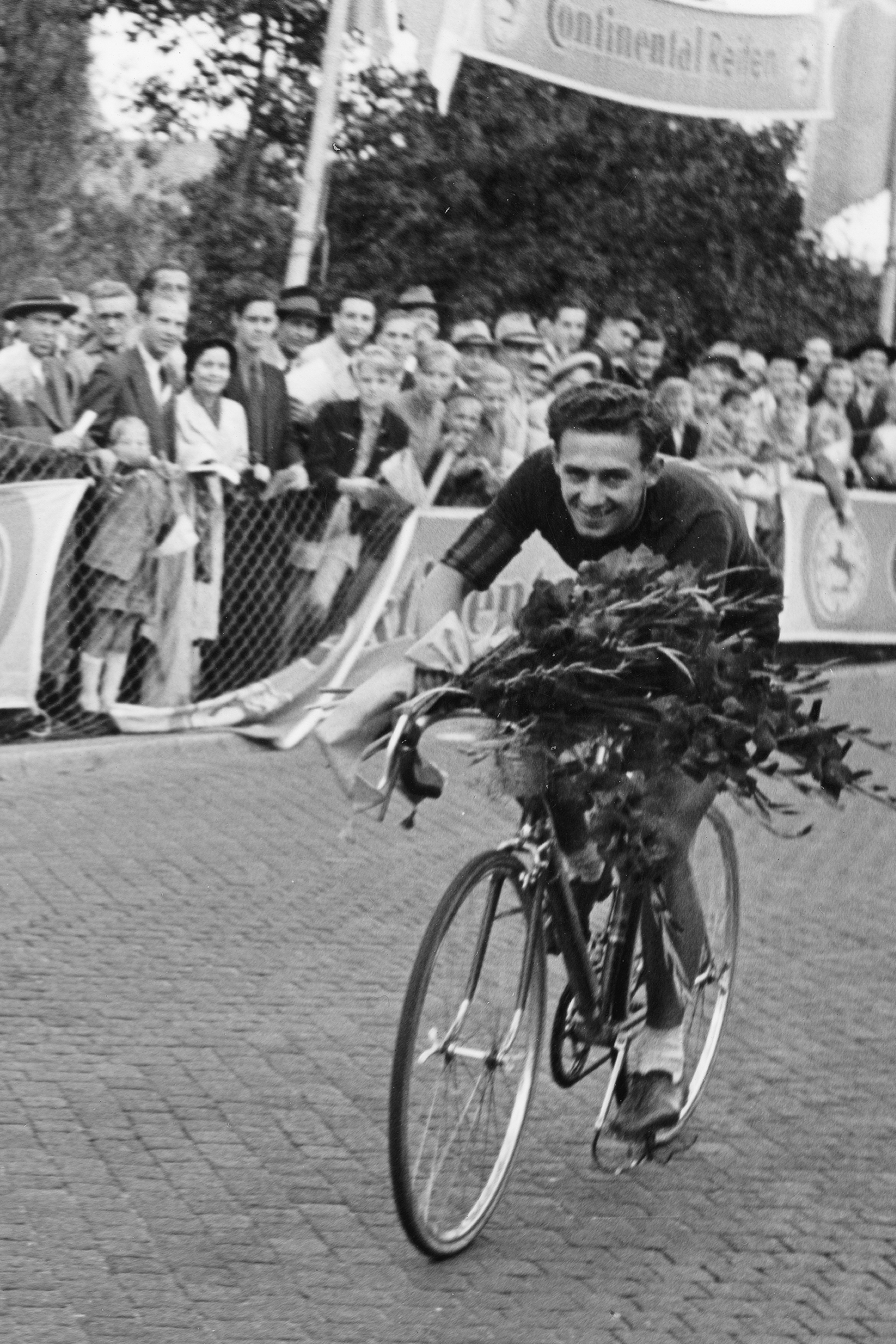
Horst Holzmann 1952 auf einem Rad der Firma Bauer

Bauer war ein von 1946 bis 1960 bestehendes deutsches Radsportteam. Sponsor waren die Fahrrad- und Metallwerke L. Bauer & Co. aus Klein-Auheim (Hanau), die Fahrzeuge und Fahrräder produzierten.

## Geschichte
1946 begann Bauer sein erstes Team aufzustellen. Der bedeutendste Erfolg eines Fahrers war der Sieg im Straßenrennen der UCI-Straßen-Weltmeisterschaften 1952 durch Heinz Müller und der dritte Platz von Ludwig Hörmann in diesem Rennen. 1953 (Heinz Müller), 1955 (Hans Preiskeit) und 1956 (Valentin Petry) holten Fahrer von Bauer die Deutsche Meisterschaft im Straßenrennen.

## Erfolge
1948
- drei Etappen Grünes Band der IRA

1949
- zwei Etappen Grünes Band der IRA

1950
- eine Etappe Tour de Romandie
- eine Etappe Katalonien-Rundfahrt
- Wien–Graz–Wien

1952
- UCI-Straßen-Weltmeisterschaften 1952
- Luxemburg-Rundfahrt

1953
- Deutsche Meisterschaft Straßenrennen

1955
- Deutsche Meisterschaft im Querfeldeinrennen
- Deutsche Meisterschaft Straßenrennen
- Deutsche Meisterschaft im Steherrennen
- vier Etappen Deutschland-Rundfahrt

1956
- Deutsche Meisterschaft Straßenrennen

## Bekannte Fahrer
- Désiré Keteleer
- Ludwig Hörmann
- Hennes Junkermann
- Heinz Müller
- Valentin Petry
- Rudolf Valenta